# 迭戈马丁

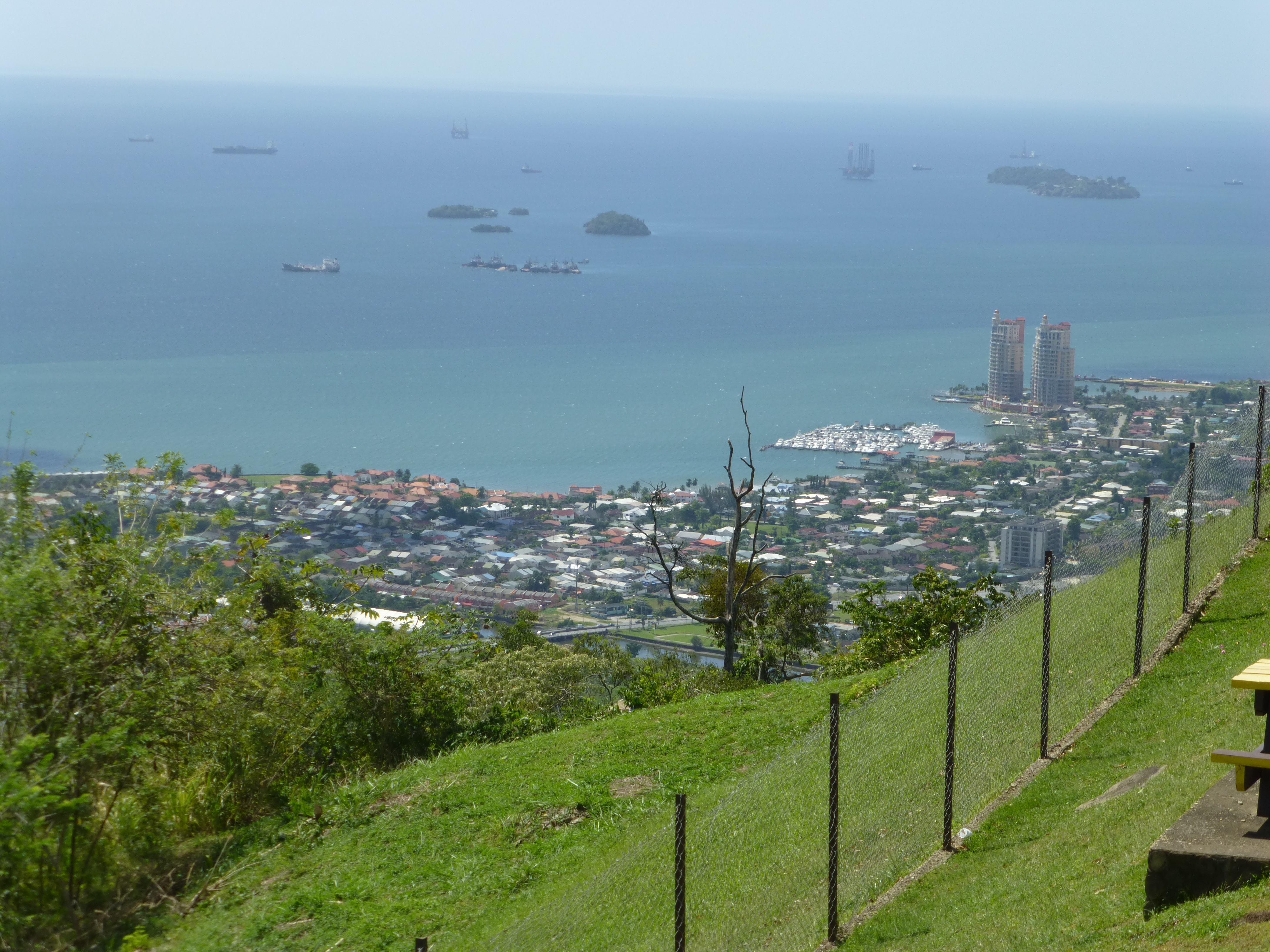

迭戈马丁（英語：Diego Martin）是加勒比海岛国特立尼达和多巴哥特立尼达岛西北部的一座城镇，行政上由迭戈马丁地区管辖，位于该区东南边界、首都西班牙港以西、卡伦内奇镇以东，2011年人口25,370人。它以西班牙探险家唐·迭戈·马丁的名字命名。